# Bradie Tennell
Bradie Tennell (Illinois, 31 de enero de 1998) es una patinadora artística sobre hielo estadounidense. Ganadora de la medalla de bronce del Skate America de 2017 y en el Trofeo CS Tallin de 2016, además campeona nacional de Estados Unidos en 2018.  Medalla de bronce en el torneo de los 4 continentes de 2020 .Una de las elegidas para representar a su país en los Juegos Olímpicos de Pieonchang 2018.

## Vida personal
Nació en enero de 1998 en Winfield, estado de Illinois. Su madre es enfermera, tiene dos hermanos que son jugadores de hockey sobre hielo. Tennell toma clases en una escuela comunitaria local.

## Carrera

### Primeros pasos
Comenzó a patinar a la edad de dos años cuando su madre la introdujo en el deporte. Denise Myers fue su primer entrenadora en 2007. Ganó una medalla de bronce en un campeonato nacional de su país en 2013, para el año siguiente debutó como júnior en el Campeonato de Estados Unidos de 2014.

### Trayectoria
En septiembre de 2014 debutó en el Grand Prix Júnior, donde quedó en octavo lugar en el evento celebrado en Nagoya. En el Campeonato de Estados Unidos de 2015 ganó la medalla de oro, ese mismo año fue diagnosticada con una fractura de vértebra y quedó fuera de las pistas durante una temporada. Ya en nivel śenior, quedó en sexto lugar en el Campeonato de Estados Unidos de 2016. En enero de 2016 fue asignada al Campeonato del Mundo Júnior donde terminó en el lugar número 11. Fue diagnosticada en 2016 de nuevo con una fractura de vértebra y se sometió a intensas terápias físicas, regresó a la pista en septiembre del mismo año.
Ganó la medalla de bronce en su debut internacional como śenior en el Trofeo Tallin de 2016. Finalizó en noveno lugar en el Campeonato de Estados Unidos de 2017 y séptimo lugar en el Campeonato Mundial Júnior de 2017 en Taiwán. En noviembre de 2017 ganó la medalla de bronce en su primer asignación de Grand Prix, el Skate America de 2017. En el Campeonato de Estados Unidos de 2018 ganó el oro con un total final de 219.51 puntos. Es una de las tres representantes de su país en los Juegos Olímpicos de Pieonchang de 2018.

### Programas
|           | Programa corto                                                  | Programa libre                                                                                   | Exhibición           |
| --------- | --------------------------------------------------------------- | ------------------------------------------------------------------------------------------------ | -------------------- |
| 2019–2020 | - Mechanisms - Chronos de Kirill Richter choreo. Benoît Richaud | - Cinema Paradiso de Ennio Morricone choreo. Benoît Richaud                                      |                      |
| 2018-2019 | Rebirth de Hi-Finesse                                           | Romeo y Julieta de Serguéi Prokófiev O Verona de Nellee Hooper, Craig Armstrong, Marius de Vries |                      |
| 2017-2018 | Taegukgi de Lee Dong-jun (Coreo de Scott Brown)                 | Cinderella de Patrick Doyle (Coreo de Benoît Richaud)                                            | Roots de Grace Davis |
| 2016-2017 | Remember Me de Thomas Bergersen                                 | The Mission de Ennio Morricone                                                                   |                      |
| 2015-2016 | The Storm de Balázs Havasi (Coreo de Scott Brown)               | Tango in Ebony de Maksim Mrvica (Coreo de Cindy Stuart)                                          |                      |
| 2014-2015 | Infinity de Balázs Havasi                                       | Far and Away de John Williams                                                                    |                      |

### Resultados detallados

#### Nivel śenior
- Las mejores marcas personales aparecen en negrita

| Temporada 2019-2020         |                                              |                |                |          |
| Fecha                       | Evento                                       | Programa corto | Programa libre | Total    |
| 4-9 de febrero de 2020      | 2020 ISU Torneo de los 4 continentes         | 2 75.93        | 3 147.04       | 3 222.97 |
| 20-26 de enero de 2020      | 2020 EE. UU Campeonato de patinaje artístico | 1 78.96        | 3 141.90       | 3 220.86 |
| 5-8 de diciembre de 2019    | ISU Final del Grand Prix 2019                | 4 72.20        | 1 139.98       | 5 212.18 |
| 25-27 de octubre de 2019    | 2019 Skate Canada International              | 4 72.92        | 2 138.39       | 4 211.31 |
| 18–20 de octubre de 2019    | Skate America 2019                           | 1 75.10        | 2 141.04       | 2 216.14 |
| 5 de octubre de 2019        | Trofeo Abierto de Japón 2019                 | –              | 5 124.91       | 3T       |
| 12–14 de septiembre de 2019 | CS Autumn Classic International 2019         | WD             | WD             | –        |

| 11–14 de abril de 2019      | Trofeo Mundial por equipos de la ISU 2019                    | 4 74.81  | 2 150.83 | 1 (equipo) 225.64 |
| 18–24 de marzo de 2019      | Campeonato Mundial de Patinaje Artístico sobre Hielo de 2019 | 10 69.50 | 7 143.97 | 7 213.47          |
| 7-10 de febrero de 2019     | Campeonato de los Cuatro Continentes de 2019                 | 1 73.91  | 5 128.16 | 5 202.07          |
| 18–27 de enero de 2019      | Campeonato de Estados Unidos 2019                            | 1 76.60  | 4 136.99 | 2 213.59          |
| 23–25 de noviembre de 2018  | Internationaux de France 2018                                | 6 61.34  | 2 136.44 | 3 197.78          |
| 19–21 de octubre de 2018    | Skate America 2018                                           | 5 61.72  | 4 131.17 | 4 192.89          |
| 20–22 de septiembre de 2018 | CS Autumn Classic International de 2018                      | 2 69.26  | 1 137.15 | 1 206.41          |

| Temporada 2017-2018         | Temporada 2017-2018                       | Temporada 2017-2018 | Temporada 2017-2018 | Temporada 2017-2018 | Temporada 2017-2018 | Temporada 2017-2018 |
| Fecha                       | Evento                                    | Programa corto      | Programa libre      | Total               |                     |                     |
| --------------------------- | ----------------------------------------- | ------------------- | ------------------- | ------------------- | ------------------- | ------------------- |
| 1–9 de enero de 2018        | Campeonato de Estados Unidos de 2018      | 1 73.79             | 1 145.72            | 1 219.51            |                     |                     |
| 24–26 de noviembre de 2017  | Skate America de 2017                     | 4 67.01             | 3 137.09            | 3 204.10            |                     |                     |
| 14–17 de septiembre de 2017 | Trofeo CS Lombardia de 2017               | 5 64.34             | 3 132.36            | 4 196.70            |                     |                     |
| 3–6 de agosto de 2017       | Philadelphia Summer International de 2017 | 2 64.92             | 2 120.06            | 1 184.98            |                     |                     |
| Temporada 2016-2017         |                                           |                     |                     |                     |                     |                     |
| Fecha                       | Evento                                    | Programa corto      | Programa libre      | Total               |                     |                     |
| 14–22 de enero de 2017      | Campeonato de Estados Unidos de 2017      | 9 59.77             | 11 110.21           | 9 169.98            |                     |                     |
| 20–27 de noviembre de 2016  | Trofeo CS Tallin de 2016                  | 8 54.44             | 3 114.54            | 3 168.98            |                     |                     |

#### Nivel júnior
| Temporada 2016-2017                   | Temporada 2016-2017                     | Temporada 2016-2017 | Temporada 2016-2017 | Temporada 2016-2017 | Temporada 2016-2017 | Temporada 2016-2017 |
| Fecha                                 | Evento                                  | Nivel               | Programa corto      | Programa libre      | Total               |                     |
| ------------------------------------- | --------------------------------------- | ------------------- | ------------------- | ------------------- | ------------------- | ------------------- |
| 15–19 de marzo de 2017                | Campeonato Mundial Júnior de 2017       | Júnior              | 7 57.47             | 7 103.89            | 7 161.36            |                     |
| Temporada 2015–2016                   |                                         |                     |                     |                     |                     |                     |
| Fecha                                 | Evento                                  | Nivel               | Programa corto      | Programa libre      | Total               |                     |
| 14–20 de marzo de 2016                | Campeonato Mundial Júnior de 2016       | Júnior              | 4 58.56             | 14 88.96            | 11 147.52           |                     |
| 15–24 de marzo de 2016                | Campeonato de Estados Unidos de 2016    | Sénior              | 7 58.26             | 6 123.07            | 6 181.33            |                     |
| 17–21 de noviembre de 2015            | Campeonato Midwestern Sectional de 2016 | Sénior              | 1 57.71             | 1 97.97             | 1 155.68            |                     |
| 8–12 de septiembre de 2015            | ISU Júnior Grand Prix 2015-2016         | Júnior              | 9 46.35             | 13 78.19            | 11 124.54           |                     |
| Temporada 2014–2015                   |                                         |                     |                     |                     |                     |                     |
| Fecha                                 | Evento                                  | Nivel               | Programa corto      | Programa libre      | Total               |                     |
| 18–25 de enero de 2015                | Campeonato de Estados Unidos de 2015    | Júnior              | 1 59.38             | 1 116.98            | 1 176.36            |                     |
| 18–22 de noviembre de 2014            | Campeonato Midwestern Sectional de 2015 | Júnior              | 3 51.27             | 2 93.17             | 2 144.44            |                     |
| September 10–14 de septiembre de 2014 | ISU Júnior Grand Prix 2014-2015         | Júnior              | 4 54.92             | 8 89.97             | 8 144.89            |                     |